# Гбадолите
Гбадолите (фр. Gbadolite) — деревня, позднее — город на севере Демократической Республики Конго на границе с ЦАР. Административный центр провинции Северное Убанги. Расположен в 12 км к югу от реки Убанги, в 1150 км к северо-востоку от Киншасы, на высоте 462 м над уровнем моря. Место рождения диктатора Заира Мобуту. Во время его правления (1965—1997 годы) здесь размещалась президентская резиденция под неофициальным названием «Версаль в джунглях». В 1998 году был захвачен повстанцами тутси и превращен ими в один из своих опорных пунктов.
Население Гбадолите по данным на 2015 год составляет 198 839 человек.
Функционирует аэропорт «Гбадолите».